# Benedikt Niese
Benedikt Niese (Fehmarn, 1849. november 24. – Halle, 1910. február 1.) német ókortörténész, író, klasszika-filológus és egyetemi tanár, Charlotte Niese bátyja.

## Élete
Kielben és Bonnban tanult, 1873-76-ban Olaszországban és Franciaországban tanulmányutat tett, ekkor habilitáltatta magát Göttingenben. Ezután több egyetemen tanított.

## Munkái
- De Stephani Byzantii auctoribus. Commentatio prima, etc. (Tanulmány a Bizánci Istvánhoz. Kiel, 1873)
- Der homerische Schiffskatalog als historische Quelle betrachtet. (Kiel, 1873)
- Die Entwickelung der Homerischen Poesie (Berlin, 1882)
- Flavii Josephi opera (Flavius Josephus munkái, 7 kiadás, Weidmann, Berlin 1885–1895)
- De Annalibus Romanis observationes. (Marburg, 1886)
- Geschichte der griechischen und makedonischen Staaten seit der Schlacht bei Chaeronea (Három részben, 1893–1903)
- Grundriss der römischen Geschichte (1889–1905)
- Kritik der beiden Makkabäerbücher, nebst Beiträgen zur Geschichte der makkabäischen Erhebung (Berlin, 1900)
- Staat und Gesellschaft der Römer
- Zur Geschichte Solons und seiner Zeit